# Spiroplectamminoidea
Spiroplectamminoidea, tradicionalmente denominada Spiroplectamminacea, es una superfamilia de foraminíferos del suborden Spiroplectamminina y del orden Lituolida. Su rango cronoestratigráfico abarca desde el Carbonífero hasta la Actualidad.

## Discusión
Clasificaciones previas incluían Spiroplectamminoidea en el suborden Textulariina del orden Textulariida, o en el orden Lituolida sin diferenciar el Suborden Spiroplectamminina.

## Clasificación
Spiroplectamminoidea incluye a las siguientes familias:
- Familia Duquepsamminiidae
- Familia Spiroplectamminidae
- Familia Textulariopsidae
- Familia Pseudobolivinidae
- Familia Nouriidae

Otra familia considerada en Spiroplectamminoidea es:
- Familia Plectoverneuilinellidae

Otra familia asignada a Spiroplectamminoidea y clasificada actualmente en otra superfamilias es:
- Plectorecurvoididae †, ahora en la superfamilia Recurvoidoidea